# Louis Poisot
Louis Gustave Abel Poisot né en 1881 et décédé en 1946, est un général français. Il commandait le secteur de l'Adour du détachement d'armée des Pyrénées du 02/09/39 au 26/11/39. Il prit le commandement du secteur fortifié de Colmar du 26/11/39 au 01/01/40 avant de commander le secteur fortifié de Thionville de la ligne Maginot à partir duquel sera formée la Division de Marche "Poisot".

## Jeunesse à Marseille
Louis Poisot fut un ami de René Dufaure de Montmirail, le fondateur de l'Olympique de Marseille. Avec d'autres jeunes gens, ils fondèrent le Football-Club de Marseille (futur Olympique de Marseille) à l'été 1897. 
Au sein du Football-Club de Marseille, club omnisports, Louis Poisot se distingua au rugby comme joueur de l'équipe première, et en escrime, de 1897 jusqu'à son départ pour l'école de Saint-Cyr à la fin de l'année 1899. 
Louis Poisot fit partie de l'équipe championne du Littoral de cricket en 1899 sous les couleurs du Football-Club de Marseille, avec ses coéquipiers Mouren, Edel, Marque, Gilly, Barbier, Bideleux, Barthelot, Vialla, J. de la Tour du Breuil, et Richaud. 